# Find a Grave
Find a Graveとは墓地に関するオンラインデータベースの商業ウェブサイトである。1995年に開設された。

## 歴史

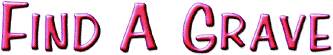
Find a Grave旧ロゴ(1995-2018)

ソルトレイクシティ在住で著名人の墓石を訪れることを趣味としているジム・ティプトン(Jim Tipton)が1995年に開設した。その後、サイト内掲示板を設けた。2019年1月18日現在、サイトに記録されている墓は1億7,000万件に及んでいる。

## コンテンツ・機能
このウェブサイトでは世界中の墓地をリストアップしている。アメリカ合衆国の州営、群営墓地など多くの墓に関する記録にはGoogle マップや墓地の写真が掲載されている。また、個々の墓のページには出生、死去それぞれの日付と場所や経歴、墓地自体や建立した人の情報や墓標を含めた墓そのものや人物の写真が掲載されている。
埋葬に関する情報は個人やFamily history societyによって提供されており、墓石の写真付きの情報は信頼できると考察される。Find A Graveに投稿している主な団体にアメリカ合衆国退役軍人省、イギリス連邦戦争墓地委員会、アメリカ合衆国戦闘記念碑委員会、国際戦争墓地写真プロジェクトがある。
墓地に関する情報の投稿を行うにはウェブサイトで登録しなければならない。また情報の投稿には管理者になる必要があるが管理権限は譲渡が可能である。現管理者のみが情報を編集することが可能だが、登録者や非登録者が修正依頼をすることが出来る。登録者や非登録者は墓の情報ページにコメントと共に画像や絵、旗、宗教のシンボルなども投稿できるようになっている。情報管理者は系図目的で配偶者や親の墓の情報にリンクすることも出来る。登録者は他の登録者が投稿できる墓の写真をリクエストすることも可能。